# أغلا ودرار (تمتيك)
أغلا ودرار هو دُوَّار يقع بجماعة تامكروت، إقليم زاكورة، جهة درعة تافيلالت في المملكة المغربية. ينتمي الدوّار لمشيخة تمتيك التي تضم 6 دواوير. يقدر عدد سكانه بـ 806 نسمة حسب الإحصاء الرسمي للسكان والسكنى لسنة 2004.

## روابط خارجية
- البوابة الوطنية للجماعات الترابية
- المندوبية السامية للتخطيط